# Domaine de la Cavalière
Le domaine de la Cavalière est un domaine situé dans le 12e arrondissement de Marseille, en France.

## Localisation
Le domaine est situé au 124 bis avenue des Caillols, dans le quartier de La Fourragère, dans le 12e arrondissement de Marseille.

## Description
Le domaine est constitué d'un terrain agricole, de deux bastides (l'une d'entre elles comprenant un rare papier peint), et un parc à l'anglaise.

## Historique
Le domaine de la Cavalière est constitué en 1883, son commanditaire est Frédéric Fournier, un Marseillais dont sa famille est devenue riche par l'industrie des bougies et du savon. 
L'ensemble est inscrit au titre des monuments historiques par arrêté du 19 juillet 2006.